# Школа № 1525
Школа № 1525 (ранее лицей № 1525 «Воробьёвы горы») — государственное бюджетное образовательное учреждение в городе Москве. Вначале находилась на Воробьёвых горах, позже переехала на станцию метро Красносельская. Ещё позже была объединена со школой № 1500. Носила название «Лицей Воробьёвы Горы» и позже — «Лицей Красносельский».

## История школы
В 1990-м году на базе отдела художественного образования Московского дворца детского и юношеского творчества был создан гуманитарный лицейский класс. В 1992-м году к этому классу были добавлены другие, созданные на основе других отделов Дворца творчества, и был образован Лицей № 1525 «Воробьёвы горы».
Зачисление в лицей проводилось путём конкурсного отбора, проводимого в два тура — общелицейского (математика и русский язык) и факультетского.
Лицей находился на Воробьевых горах в помещении Московского дворца детского и юношеского творчества до 2014го года.
В лицее были представлены биолого-химическое, гуманитарное, информационно-технологическое, социально-экономическое и физико-математическое направления. В учебную программу входили многочисленные спецкурсы и факультативы, включая такие экзотические, как теория и практика подводной археологии и журналистских расследований. При лицее действoвали планетарий и астрономическая обсерватория.
В 2011 году контрольно-ревизионное управление правительства Москвы рекомендовало Московскому городскому дворцу детского (юношеского) творчества, предоставлявшему помещение лицею № 1525, расторгнуть договор об аренде помещения. Эта информация совпала по времени с борьбой МГДД(Ю)Т за помещения с гимнастической школой Ирины Винер.
8 ноября 2011 года лицей № 1525 вошёл в официальный рейтинг лучших школ Москвы и получил от столичных властей грант в 10 миллионов рублей.
С 1 августа 2014 года лицей № 1525 был вынужден переехать в новое здание по адресу 2-й Красносельский пер., д. 18. При этом школа сохранила название «Лицей Воробьёвы Горы», хотя физически находилась на Красносельской.
В 2015-м году постановлением Московского департамента образования у школы отобрали название «Лицей Воробьёвы Горы», (передав его другой, новой школе на территории Московского дворца детского и юношеского творчества), а школе 1525 присвоили название «Лицей Красносельский».
В 2021 году постановлением Московского департамента образования школа была объединена с Пушкинской школой № 1500.
Не смотря на это ГБОУ Школа №1525 до сих пор де-юре существует как отдельное юридическое лицо, однако образовательный процесс больше не ведёт.

## Направления

### Информационно-технологическое профильное направление
Классы информационно-технологического направления начали свою работу в 1992 году на базе отдела технического творчества Московского городского Дворца детского (юношеского) творчества (МГДД(Ю)Т) по инициативе Московского комитета образования, администрации Дворца творчества и МИРЭА.
Занятия классов ИТ-направления проводятся как на базе лицея, так и на базе МИРЭА. Обучение проводится в 8—11 классах.

### Биолого-химическое профильное направление
Биолого-химические классы лицея работают с августа 1992. В процессе обучения лицеисты пользуются материальной базой Центра экологического образования Дворца творчества — им предоставляются учебные пособия по биологии, Ботанический сад, коллекционные участки открытого грунта, учебно-опытный участок по агротехнологии, зимний сад, оранжерея (занимающая, по словам преподавательницы биологии Анны Каспаринской, четвёртое место по России), аквариумы, живой уголок (звери, птицы, рептилии), зоологический музей, лаборатория герпетологии и террариумистики, библиотека, видео- и медиатека по биологии, химии, медицине, с/х и экологическим проблемам. В лицее № 1525 для Второй московской открытой конференции «Эксперимент в космосе» разработан проект «MicroLada», сутью которого являлось одновременное выращивание гороха на Земле (школьниками России, США и Японии) и на МКС в специальных установках по единой технологии. Участниками эксперимента на МКС стали космонавты Валерий Токарев (2006), Михаил Тюрин (2007) и Юрий Маленченко (2008), а саму идею разработки школьниками экспериментов для проведения в космосе возродил к жизни бывший преподаватель лицея № 1525, а затем заведующий отделом астрономии и космонавтики Московского городского дворца детского и юношеского творчества Борис Пшеничнер. Ещё один разработанный в лицее биологический эксперимент, «Космическая бабочка», по наблюдению за стадиями развития бабочки в условиях перегрузок и невесомости, был реализован в 2007 году на биоспутнике «Фотон-М». В 2009 году учащемуся лицея было предоставлено право исследовать микроорганизмы в пыли Международной космической станции, специально для этого доставленной с орбиты. Результаты исследования, включавшие пять видов бактериальных колоний и один вид грибов, были представлены на международной выставке «Экспо-Наука» в Кувейте.
Выпускники биолого-химических классов часто поступают на разные факультеты МГУ (биологический, химический, географический, геологический факультеты, факультет почвоведения, факультет наук о материалах, психологический факультет, факультет биоинженерии и биоинформатики, факультет фундаментальной медицины и другие), на различные факультеты ММА, РГМУ, МГМСУ, на медицинский, экологический и сельскохозяйственный факультеты РУДН, в Государственную академию ветеринарной медицины и биотехнологии, в Тимирязевскую сельскохозяйственную академию, в МИРЭА, в МИСиС, Государственный университет нефти и газа, в химико-технологические высшие учебные заведения, на разные факультеты педагогических университетов и в другие вузы.

### Гуманитарное профильное направление
Направление создано в 1990 году на базе отдела художественного творчества. Первыми лицеистами стали дети, пишущие стихи и прозу, занимающиеся в художественных кружках и Театре юных москвичей. Обучение проводится в 8—11 классах. Дополнительные условия поступления — собеседования на знание основ литературы, истории, искусства.
Учебная программа гуманитарного факультета включает, среди прочих, курсы по английскому, французскому или испанскому языку, мифологии, поэтике и истории искусств. В коллективе работают педагоги Дворца творчества и школьные учителя, преподаватели московских вузов, научные сотрудники Академии наук, кандидаты наук. Направление сотрудничает с МГУ, РГГУ, с Институтом русского языка.
Свыше ста выпускников учатся в МГУ, РГГУ, Педагогическом университете, Текстильной академии, Институте стран Азии и Африки, ВГИКе, Славянской академии, Институте молодежи, Институте иностранных языков, МГИМО, Архитектурном институте, Женевском университете, Международном университете бизнеса и экономики, Медицинском институте, Академии управления, МАРХИ, Финансовой академии, Высшем лётном училище.
Некоторые преподаватели-филологи гуманитарного факультета: Е. С. Абелюк, Н. В. Давыдова, О. Е. Кармакова, К. М. Поливанов

### Физико-математическое профильное направление
Факультет физико-математического направления Лицея № 1525 «Воробьёвы Горы» создан в 1992 году на базе отдела астрономии и космонавтики Московского Городского Дворца Детского (Юношеского) Творчества. Обучение проводится в 8-11 классах по программе специализированной физико-математической школы с учетом индивидуальных особенностей каждого ученика.
Учащимся предлагается широкий выбор элективных и факультативных курсов по математике, физике, астрономии, информатике, техническому конструированию и космическому проектированию. Большое внимание уделяется подготовке к поступлению в ВУЗы. Проводятся специальные занятия, программа которых включает в себя программу подготовительных курсов МГУ. Практикуется участие лицеистов в научно-практических конференциях школьников, в том числе предусматривающих льготы при поступлении в МГТУ им. Баумана.